# Hieracium alapodum
Hieracium alapodum es una especie de planta con flor del género Hieracium, de la familia Asteraceae, orden Asterales.

## Distribución
Hieracium alapodum se distribuye por Noruega.

## Taxonomía
Fue descrita científicamente por Notø. Fue publicada en Tromsø Mus. Aarsh. 1: 50 (1931).